# Gołąbek liliowy

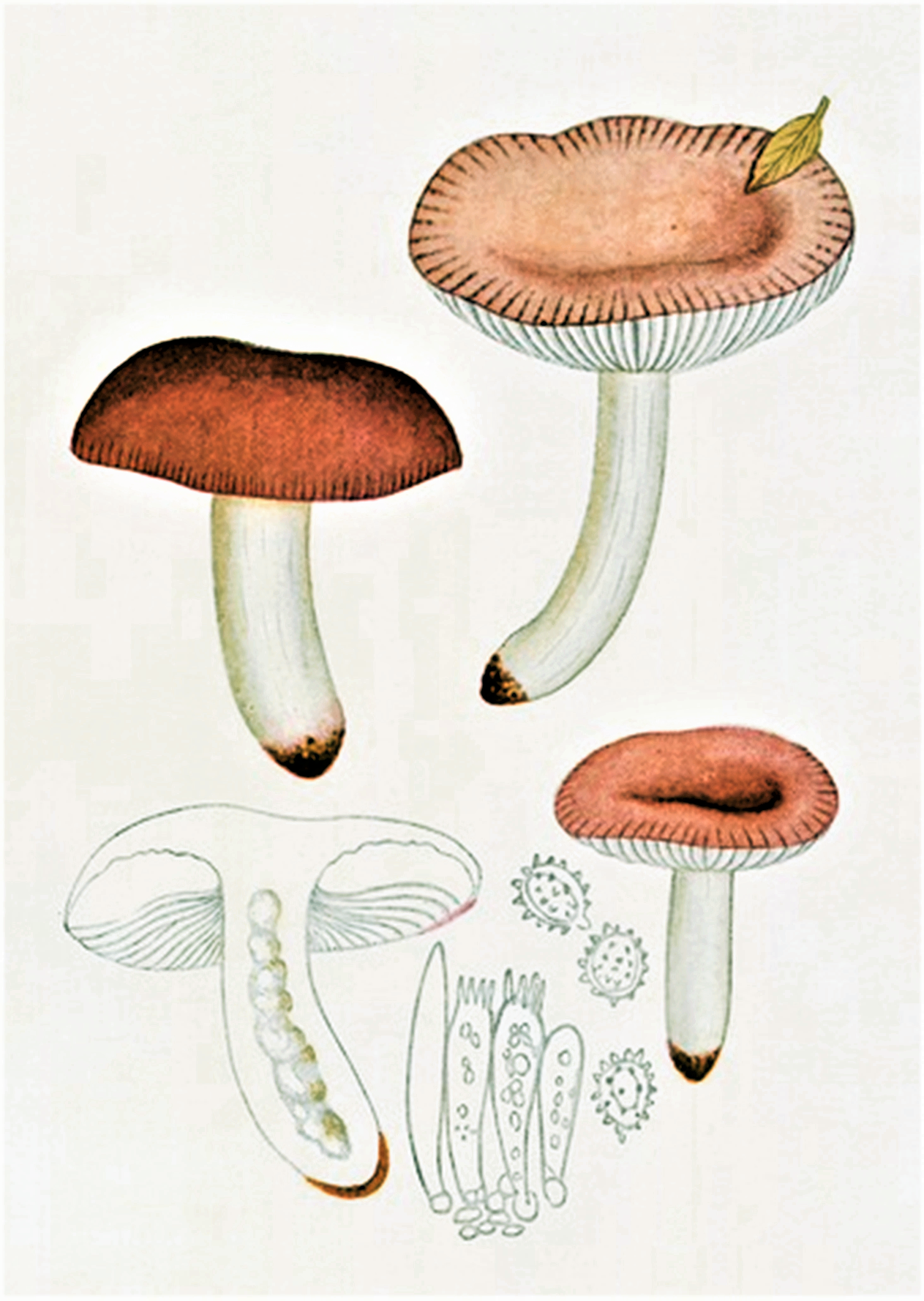

Gołąbek liliowy (Russula lilacea Quél.) – gatunek grzybów należący do rodziny gołąbkowatych (Russulaceae).

## Systematyka i nazewnictwo
Pozycja w klasyfikacji według Index Fungorum: Russula, Russulaceae, Russulales, Incertae sedis, Agaricomycetes, Agaricomycotina, Basidiomycota, Fungi.
Po raz pierwszy opisał go w 1876 r. Lucien Quélet i nadana przez niego nazwa naukowa jest aktualna. Ma 10 synonimów. Niektóre z nich:
- Russula lilacea var. ustulata Reumaux 2011
- Russula pseudolilacea J. Blum 1954
- Russula retispora (Singer) Bon 1986

Polską nazwę nadała Alina Skirgiełło w 1991 r.

## Morfologia
Kapelusz
Średnica 3–8 cm, kruchy, wypukły, później płaskowypukły, na koniec płaskowklęsły. Brzeg krótko prążkowany. Powierzchnia różowoliliowa, czasami purpurowoczerwona z ciemniejszym, czasami nawet z brudnordzawym środkiem, u starszych okazów wyblakła. Brzeg cienki, tępy, początkowo gładki, potem krótko i grubo prążkowany. Skórka matowa, czasami nawet ziarnista, w stanie suchym połyskująca, dająca się dość daleko od brzegu zedrzeć.
Blaszki
Dość gęste, cienkie, prawie wolne, ze zmarszczkami, licznymi blaszeczkami i rozwidlone w różnych miejscach, przy trzonie zwężone, przy brzegu kapelusza zaokrąglone, początkowo białe, potem jasnokremowe.
Trzon
Wysokość 2–4 cm, grubość 1–2 cm, walcowaty, czasami u podstawy rozszerzony, pełny, ale szybko watowaty i komorowaty. Powierzchnia matowa, początkowo omączona, u starszych okazów jedwabiście połyskująca, biała, często czerwono lub jasnopurpurowo nabiegła, u podstawy czasami zbrązowiała.
Miąższ
Dość gruby, kruchy, biały, także pod skórką, czasami tylko zażółcający się. Zapach bardzo niewyraźny, smak łagodny. W siarczanie żelaza barwi się na czerwonawo, w fenolu na czekoladowopłowo, w sulfowanilinie nie zmienia barwy.
Wysyp zarodników
Biały lub białawy.
Cechy mikroskopowe
Strzępki pod wpływem fuksyny silniej inkrustowane. Podstawki 30–45 × 8–12 µm. Bazydiospory 7–12 × 6–9 μm, oszeroko elipsoidalne, pokryte rzadko rozmieszczonymi, dużymi (o wysokości do 1,5 μm) brodawkami, lub brodawkowato-siateczkowate z cienkimi łącznikami i dużymi oczkami sieci, hilum widoczne. Cystydy wrzecionowate, czasem z krótkim kończykiem, o wymiarach do 60 × 7–12 µm, z sulfowaniliną słabo reagujące. W skórce trzonu brak dermatocystyd.

## Występowanie i siedlisko
Występuje w Ameryce Północnej, Europie, Azji i Afryce. Najwięcej stanowisk podano w Europie. W Polsce Władysław Wojewoda w 2003 r. przytoczył 4 stanowiska, w późniejszych latach podano następne.
Naziemny grzyb mykoryzowy występujący w lasach liściastych i mieszanych, często pod dębami.
Grzyb jadalny.